# 鮑勃·松井
羅伯特·武男·松井（英語：Robert Takeo Matsui，1941年9月17日- 2005年1月1日），日本式姓名為松井武男，通稱鲍勃·松井，美国加州政治人物。松井是民主党黨员，从1979年起担任美国众议院加州第五选区议员，直到他在第13届任期即将结束时去世。
位于萨克拉门托的松井美国法院以其名字命名。

## 早年生活
松井是第三代日裔美国人，出生于加州萨克拉门托。1942年，松井和家人被美国政府从萨克拉门托带走，关押在图莱湖战争安置中心。
松井于1963年毕业于加州大学伯克利分校，获得文学士学位，1966年毕业于加利福尼亚大学哈斯汀法学院。 1967年，他在萨克拉门托成立了自己的律师事务所。

## 政治生涯

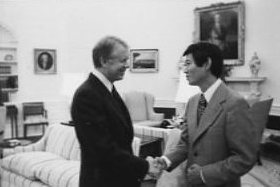
松井在1978年会见卡特总统

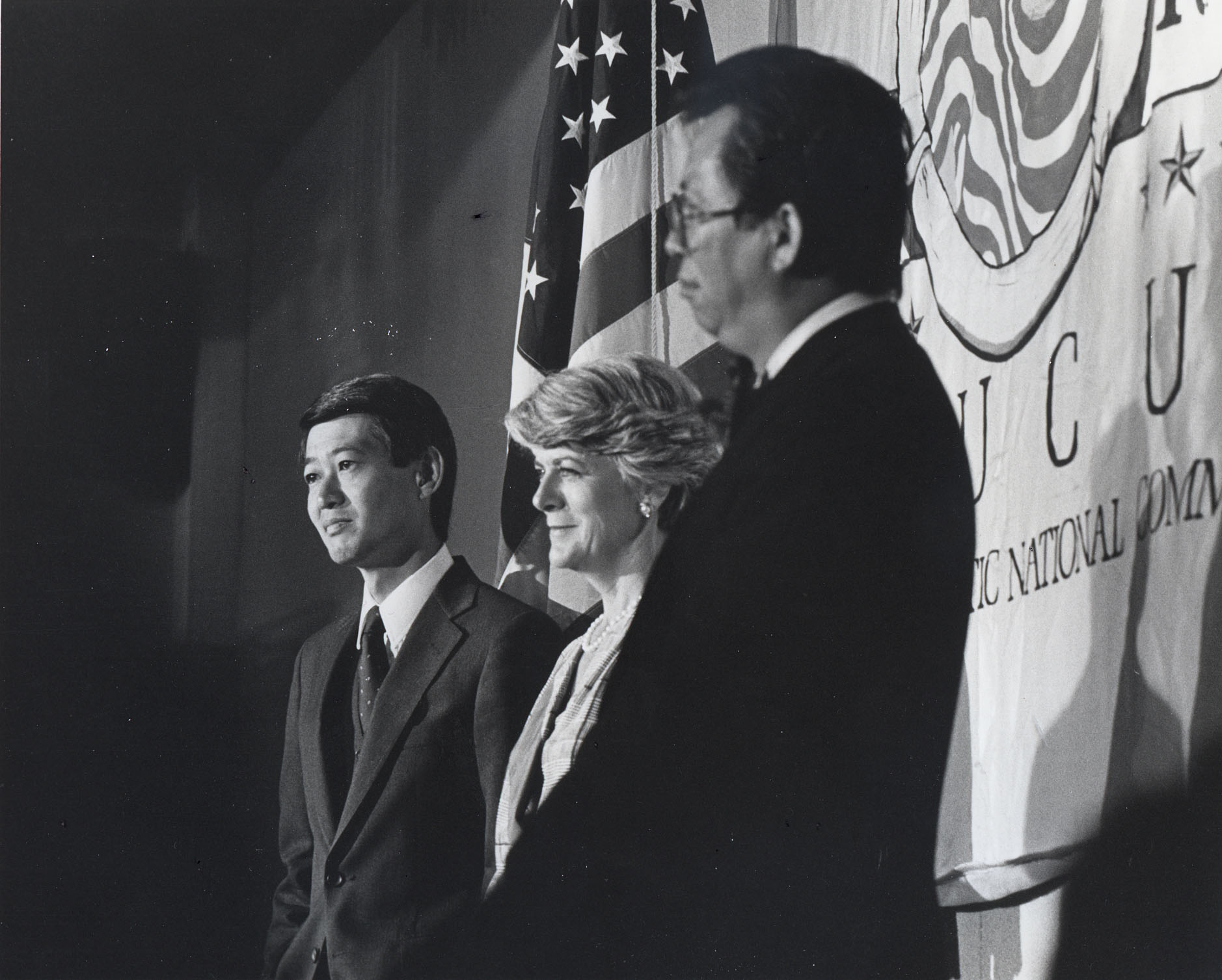
国会议员松井武男与杰罗丁·费拉罗在1984年旧金山民主党全国代表大会上

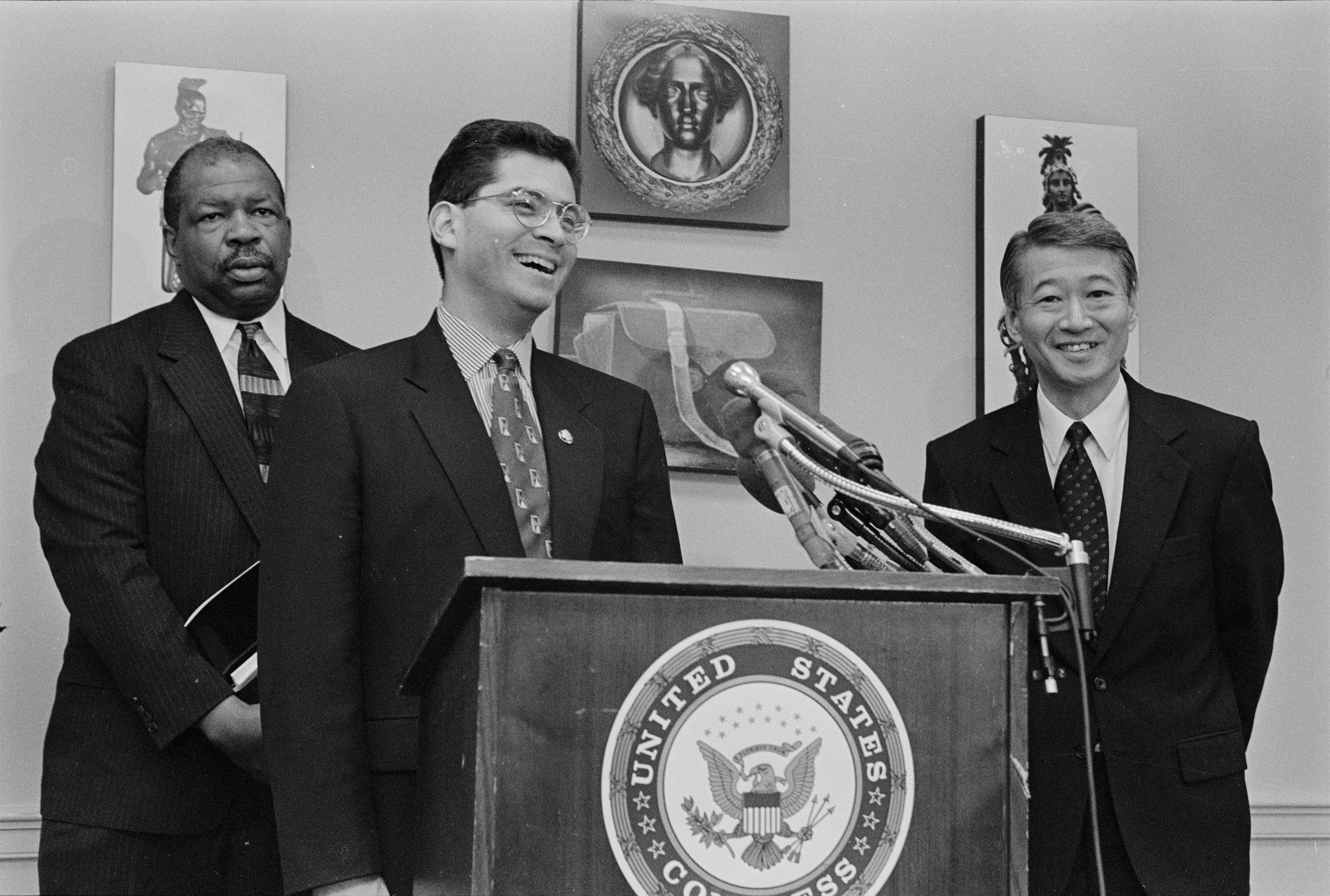
以利亚·卡明斯，哈维·贝西拉和松井武男在1997年的民权新闻发布会上

1971年松井當選萨克拉门托市议员。1975年，他再次当选，1977年成为该市副市长。
1978年，松井在连任12届的约翰·E·莫斯宣布退休后，在当时的第三选区角逐民主党提名。他以36%的选票在民主党五人初选中胜出，击败了州议员尤金·瓜尔科和萨克拉门托市长菲利普·伊森貝格。
他以53%的选票击败了共和党人桑迪·斯摩利。他再也不会在加州内陆长期以来最倾向民主党的地区面临如此接近的竞争，而且他还将获得13次连任。在最初的竞选之后，他的得票率从未低于68%。1982年，他在没有主要政党反对的情况下再次当选，1984年也没有对手。1990年人口普查后，他的分区被重新编号为第五分区。
1988年，松井成功地帮助通过了《1988年公民自由法案》(Civil Liberties Act of 1988)，该法案使联邦政府正式为二战期间的拘留计划道歉，并向受害者提供象征性的赔偿。他还帮助将曼扎纳集中营指定为国家历史遗址，并在华盛顿特区获得了用于纪念二战中日裔美国人爱国主义的土地。
他曾是民主党国会竞选委员会的主席，美国众议院筹款委员会的高级成员，以及筹款委员会的民主党第三号人物。在他的任期内，他以坚决反对社会保障私有化而闻名。他的投票记录大多是自由派的，他反对《婚姻保护法案》，禁止部分分娩堕胎，以及《私人证券和诉讼改革法案》。
在他最后一次竞选中，2004年，他与共和党人迈克·杜加斯(Mike Dugas)对决，并以71.4%的得票率轻松赢得第14个任期，而杜加斯的得票率为23.4%。反对者Pat Driscoll（绿党）和John Reiger（和平与自由党）分别获得3.4%和1.8%的选票。（选择民主党全国委员会主席的部分原因是，他们预计不会在竞选连任时面临激烈竞争）。

## 逝世
2004年底，松井因肺炎于12月24日入住贝塞斯达海军医院。这是骨髓增生异常综合征的并发症。骨髓增生异常综合征是一种罕见的干细胞疾病，导致骨髓不能产生红细胞、白细胞和血小板等血液产物。他于2005年1月1日死于肺炎。
在3月8日的特别选举中，松井的遗孀松井佳寿惠以超过68%的选票胜出，她于2005年3月10日宣誓就职。